# 运河站 (慈江道)
運河站（韓語：운하역）是朝鮮民主主義人民共和國慈江道满浦市的一個鐵路車站，属于运河线。

## 邻近车站
满浦线
九五站 - 運河站